# Gasthof Rabenwirt

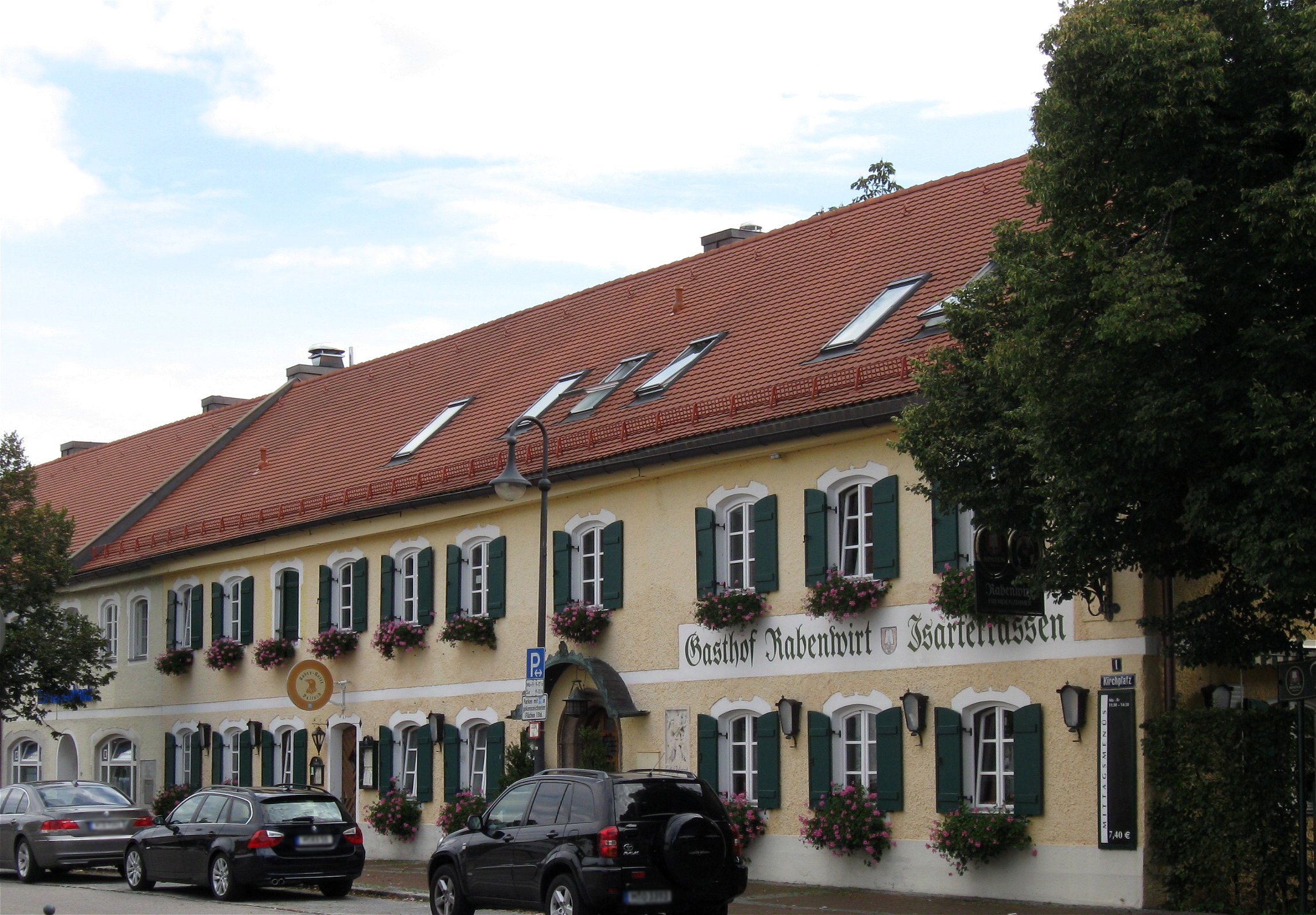
Gasthof Rabenwirt

Der Rabenwirt ist ein Gasthof in Pullach im Isartal. Das Gebäude ist als Baudenkmal in die Bayerische Denkmalliste eingetragen.

## Lage
Der Gasthof Rabenwirt liegt am Kirchplatz 1 im Pullach nördlich der Pfarrkirche Heilig Geist. Die Terrasse des Gasthofes liegt direkt am Rand des Isarhochufers mit einer 500 m² Terrasse mit Blick in das Isartal.

## Geschichte
Bereits im 18. Jahrhundert gab es an der Stelle des heutigen Gasthofes einen Bierausschank an Sonn- und Feiertagen im Anschluss an die Heilige Messe. Erst 1852 wurde eine Vollkonzession für einen Schankbetrieb erteilt. Die ersten Gebäudeteile wurden jedoch vor 1850 errichtet. Durch die im Eisenbahnbau und den nahegelegenen Steinbrüchen beschäftigten Arbeiter, die größtenteils von auswärts zugewandert waren, bekam die nach ihrem damaligen Inhaber benannte „Köck’sche Gastwirtschaft“ bald großen Zulauf. Mit der Eröffnung des Bahnhofs Großhesselohe kamen auch Ausflügler nach Pullach, so dass die Gaststätte zum Ausflugsziel wurde.
1889 pachtete der Münchner Bildhauer Josef Heppner, der bis dahin mit seiner Frau Anna Iberl zusammen die Gaststätte Iberl geführt hatte, die Gastwirtschaft von dem damaligen Besitzer Anton Köck. Heppner war Mitglied in dem Münchner Künstlerverein „Die Raben“, welche sich oft in der Pullacher Gastwirtschaft Heppners trafen und nach der diese schließlich in Rabenwirt umbenannt wurde.
Einen weiteren Zustrom von Besuchern, von dem die Gastwirtschaft profitierte, brachte 1890 die Eröffnung des Bahnhofs Pullach der Isartalbahn. So konnte Josef Heppner 1899 den Gasthof kaufen, renovieren und ausbauen. 1904 ließ er direkt an der nördlichsten Hangkante des Anwesens durch den Architekten Franz Rank ein Villengebäude mit Sälen, Kegelbahnen, Kneipzimmern und Cafés errichten. Insgesamt bot der Gasthof in den verschiedenen Stuben und Sälen sowie auf der Aussichtsterrasse damals Platz für etwa 5000 Gäste.
Infolge des Ersten Weltkrieges, der Wirtschaftskrise und des Todes der Wirtsfamilie in dieser Zeit, veränderten sich auch nicht nur durch den Ausbau und der Verlängerung der Isartalbahn bis nach Kochel die Ausflugsziele, sondern auch die Ansprüche dieser Zeit. Josef Heppners Erben verkauften den Betrieb in den 1930er Jahren in familiärer Verschwägerung. 1985 wurde begonnen, das Gebäude nach einem langen Stillstand noch einmal großzügig zu renovieren – dies wird bis heute kontinuierlich fortgesetzt. Im Jahr 2000 übernahmen Klaus und Sibylla Abenteuer den Gasthof. Von 2005 bis 2019 leiteten sie zusätzlich das Iberl in München-Solln. Seit 2020 leitet Sibylla Abenteuer den Rabenwirt alleine.

## Beschreibung
Der Gasthof ist ein zweigeschossiger Satteldachbau im ländlichen Stil über einem L-förmigen Grundriss. Der lange Schenkel am Kirchplatz ist etwa 50 m lang, der kürzere an seinem Südende etwa 17 m. Beide Flügel sind etwa 10 m breit. Die Fassade am Kirchplatz hat 22 Fensterachsen und schließt diesen Platz optisch breit nach Osten ab.
Das Nebengebäude am Nordende der Aussichtsterrasse, früher auch Saalbau genannt, ist gegenüber dem einfachen ländlichen Hauptgebäude eher im Villenstil gehalten. Kernstück ist ein zweigeschossiger Mansard-Walmdachbau mit einem polygonalen Erker links der Mittelachse. An diesen Villenbau sind mehrere niedrigere Flügelbauten angesetzt sind, darunter ein in das Isartal vorspringender Bau mit mehreren Untergeschossen.